# الهومنمن بيروت
نادي الهومنمن بيروت (بالإنجليزية:Homenmen Beirut)، بالأرمينية: Հայ Մարզական Միութիւն (ՀՄՄ). هو فريق ضمن «الرابطة الرياضية الأرمنية». نادي يتكون من الرياضيين مزدوجي الجنسية من أصل (أرميني-لبناني)، يشمل النادي، نوادي «كرة القدم» و«تنس الطاولة» و«ركوب الدراجات» بالإضافة إلى «برامج الكشفية».
تأسس عام 1921. تغير من اسم أرارات سنة 1921 إلى هومنمن 1922. له فروع في بيروت وسوريا والكويت وفلسطين واسبانيا وارمينيا والولايات المتحدة الاميركية. بضم النادي رياضات مختلفة من كرة القدم ذكور واناث والدراجات وألعاب القوى علاوة على نشاطات كشفية والرقصات والأنشطة الفولكلورية.
«هومنمن بيروت» بطل لبنان في كرة القدم اعوام 1945 - 1954 - 1957 - 1961.]
يقع النادي في بيروت وهو جزء من منظمة Homenmen الدولية التي لديها أندية في العديد من بلدان الشتات الأرميني. والهومنمن Homenmen في لبنان هي واحدة من المنظمات الرياضية الرائدة في لبنان التي تأسست في عام 1921. لها فروع في جميع أنحاء البلاد، ويعتبر فرع بيروت هو الفرع الرئيسي.

## لمحة عن الفريق
يتنافس حاليا فريق هومنمن بيروت لكرة القدم Homenmen Beirut's football في الدرجة الثالثة اللبنانية، وقد فاز سابقا ببطولة كرة القدم اللبنانية، وقد كان فريقًا رائدًا في رابطة كرة القدم اللبنانية لسنوات عديدة.

## ألقاب وبطولات
دخل فريق الهومنمن بيروت لكرة القدم ضمن قائمة أندية كرة القدم في لبنان الفائزة بالبطولة، كما وصل لنهائي كأس الاتحاد اللبناني عدة مرات. كما دخل لاعبوه ضمن في بعض المواسم الكروية ضمن قائمة أفضل هدافي الدوري اللبناني لكرة القدم حسب الموسم.

### بطولة الدوري اللبناني الممتاز
فاز فريق الهومنمن بيروت لكرة القدم ببطولات الدوري اللبناني الممتاز للمواسم الكروية التالية:
1945، 1954، 1957، 1961

### كأس الاتحاد اللبناني
- كما وصل فريق الهومنمن-بيروت لنهائي كأس الاتحاد اللبناني في سنوات: 1993، 1998، 1999

## تشكيلات الفريق
```
ملاحظة: تشير الأعلام إلى المنتخب الوطني كما هو محدد بموجب قواعد أهلية FIFA. قد يحمل اللاعبون أكثر من جنسية واحدة من غير FIFA.
```

- شكيلة 7 أكتوبر 2015:

As of October 7, 2015:

ملاحظة: تشير الأعلام إلى المنتخب الوطني على النحو المحدد في قواعد الأهلية للفيفا. قد يحمل اللاعبون أكثر من جنسية واحدة غير تابعة للفيفا.
| الرقم | البلد | المركز | اللاعب                   |
| ----- | ----- | ------ | ------------------------ |
| 1     | لبنان | حارس   | محمود مصري               |
| 2     | لبنان | مدافع  | أحمد عبد الله عبد الرحمن |
| 3     | لبنان | مدافع  | زياد بلهوان .            |
| 5     | لبنان | وسط    | كريم غطاس                |
| 6     | لبنان | وسط    | عباس إبراهيم .           |
| 7     | لبنان | وسط    | عباس قطيش                |
| 8     | لبنان | وسط    | رياض قبيسي               |
| 10    | لبنان | وسط    | محمد حمد .               |
| 11    | لبنان | مهاجم  | أحمد أيوب .              |
| 12    | لبنان | وسط    | علي أيوب .               |

| الرقم | البلد | المركز | اللاعب           |
| ----- | ----- | ------ | ---------------- |
| 14    | لبنان | وسط    | فارتان فرجبيديان |
| 15    | لبنان | وسط    | علي فاهس .       |
| 16    | لبنان | وسط    | ناريق يعقوبيان . |
| 19    | لبنان | مهاجم  | ساكو تحازيان .   |
| 20    | لبنان | مهاجم  | أحمد هجيج .      |
| 21    | لبنان | مهاجم  | محمد شمس .       |
| 22    | لبنان | مهاجم  | إسماعيل إسماعيل  |
| 23    | لبنان | مهاجم  | حراك بويخيان .   |
|       | لبنان | حارس   | علي وهب .        |
| 69    | لبنان | وسط    | غارن غاربيديان . |

## وصلات خارجية
- Lebanese Premier League at FIFA website
- كرة القدم اللبنانية موقع كووورة.كوم

## طالع
- قائمة أفضل هدافي الدوري اللبناني لكرة القدم حسب الموسم
- قائمة أندية كرة القدم في لبنان
- كرة القدم في لبنان
- هومنتمن
- منتخب لبنان لكرة القدم للسيدات
- الرابطة الوطنية لكرة القدم النسوية
- قائمة الفرق النسوية لكرة القدم في لبنان